# Martin Müller (Musiker)

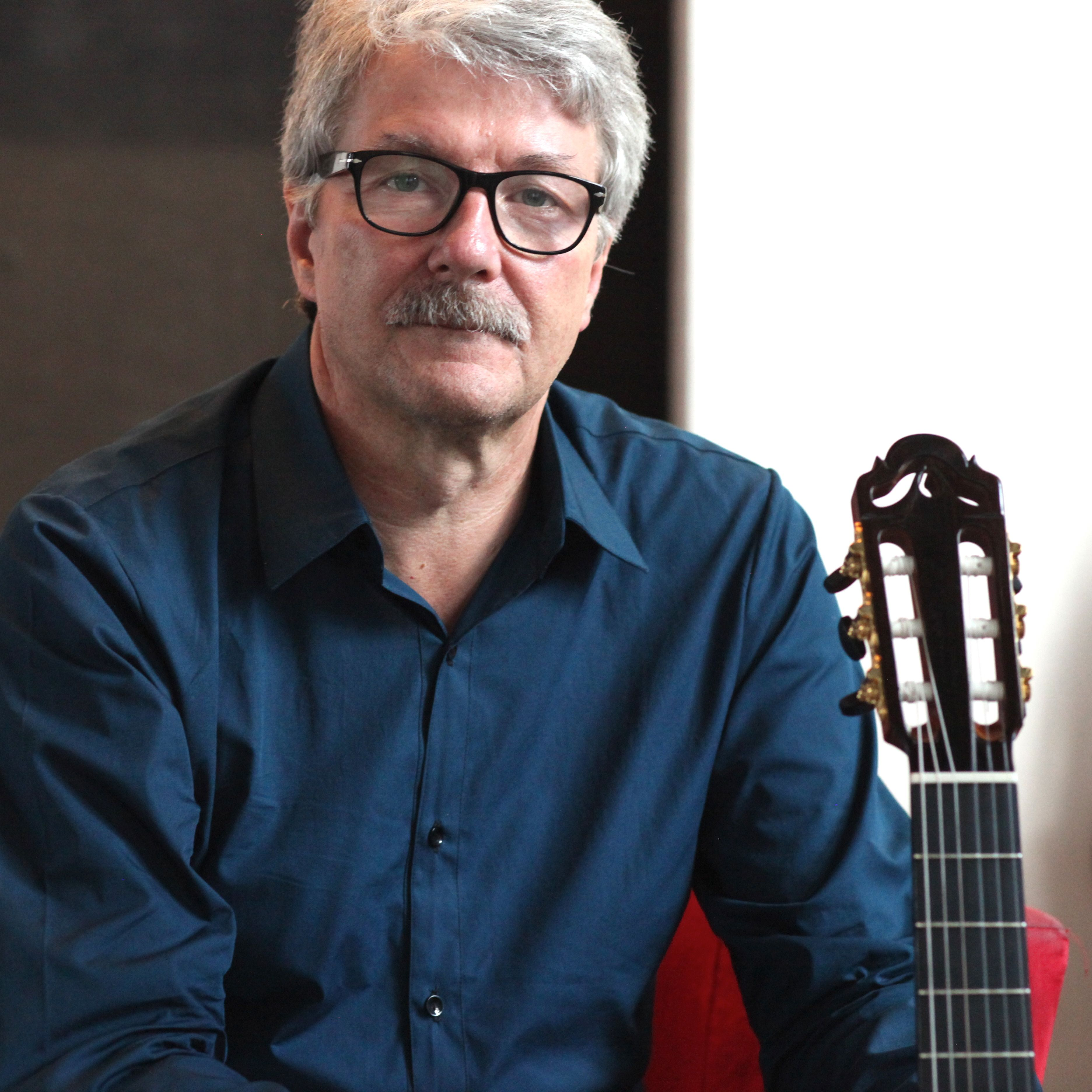
Martin Müller (2016)

Martin Müller (* 1956 in Ludwigsburg) ist ein deutscher Akustikgitarrist. Er arbeitet als Komponist, Produzent und schrieb ca. 500 Kompositionen für verschiedenen Genres (Bühnenmusik, Popsongs, Kammermusik, Jazz und für Gitarre Solo sowie Duo, Trio und Quartett).

## Leben
Nach dem klassischen Gitarrenunterricht wechselte er zur E-Gitarre und spielte zu Anfang der siebziger Jahre in einer kirchlichen Rockband. Der Besuch eines Konzertes des brasilianischen Gitarristen Baden Powell hinterließ einen so tiefen Eindruck, dass er wieder zur Konzertgitarre wechselte. Er nahm Unterricht bei u. a. Sebastião Tapajós und John Abercrombie. 1978 bekam er den Solistenpreis der Deutschen Phono-Akademie.

## Publikationen (Auswahl)
- Bossa Nova Schule (MV Burger)
- Easy Bossa (MV Burger)
- Bossa Nova für Einsteiger (MV Burger)
- Heavy Bossa (MV Burger)
- Zwei mal Zwei (MV Burger)
- Die Reise nach Brasilien (MV Burger)
- Die Rückkehr aus Brasilien (MV Burger)[1]
- Fingerdance (Akustik Music)
- La guitarra argentina (Schell Music)
- Recuerdos de Buenos aires (Schell Music)
- Play along Brasilian Music (Schell Music)
- Lagenspiel (Schell Music)
- Rhapsody in blue (Schell Music)
- Choro (Schell Music)[2]

## Diskografie (Auswahl)
Alben
- Herbstsonate (1978; Zuckerfabrik Stuttgart)
- Amazonas (1980; Stockfisch Records)
- Balancado ’82 (1982; Stockfisch Records)
- Gitanos (1984; Musikverlag H. Burger & M. Müller)
- Colours of Sky (1986; Musikverlag H. Burger & M. Müller)
- In touch with brazil (2008; Wonderland Records)
- The Rhapsody in Blue (2014; Galileo Music Communication)
- One Day in my live (2016; Galileo Music Communication)